# Aptamer
Aptamery – oligonukleotydy (krótkie fragmenty DNA lub RNA) lub peptydy, które wiążą się specyficznie z określoną cząsteczką. 
Aptamery występują w ryboprzełącznikach. Można je też uzyskiwać sztucznie selekcjonując z puli o losowych sekwencjach takie, które wiążą docelową cząsteczkę najmocniej lub najbardziej specyficznie.